# Wish I Had an Angel
Wish I Had an Angel е името на втория сингъл от албума Once на финландската метъл група Nightwish. Вокалите са на Таря Турунен и Марко Хиетала. Музиката и текстът са на Туомас Холопайнен.
Освен двете версии на заглавната песен, сингълът съдържа оркестрална версия на песента „Ghost Love Score“, изпълнена от Лондонската филхармония и песента „Where Were You Last Night“, която е кавър на Анки Бегър.

## Песни
- Wish I Had An Angel (Версията от „Once“)
- Ghost Love Score (Инструментална версия)
- Where Were You Last Night
- Wish I Had An Angel (Демо-версия)